# Liste de peintures de John William Waterhouse
Cette page dresse la liste des peintures de John William Waterhouse (1849-1917).

## Liste des œuvres
| Tableau | Titre                                                          | Date      | Dimensions       | Lieu de conservation                             |
| ------- | -------------------------------------------------------------- | --------- | ---------------- | ------------------------------------------------ |
|         | Ondine                                                         | 1872      | -                | Collection particulière                          |
|         | L'Esclave                                                      | 1872      | -                | Collection particulière                          |
|         | The Unwelcome Companion: A Street Scene in Cairo               | 1873      | 59 × 49,5 cm     | Towneley Hall Art Gallery, Burnley               |
|         | Gone, But Not Forgotten                                        | 1873      | -                | Collection particulière                          |
|         | Dans le péristyle                                              | 1874      | -                | Rochdale Art Gallery, Rochdale                   |
|         | La Fileuse                                                     | 1874      | -                | Collection particulière                          |
|         | Le Sommeil et son demi-frère la Mort                           | 1874      | 70 × 91 cm       | Collection particulière                          |
|         | Miranda                                                        | 1875      | -                | Collection particulière                          |
|         | Two Little Italian Girls by a Village                          | 1875      | -                | Collection particulière                          |
|         | Après la danse                                                 | 1876      | -                | Collection particulière                          |
|         | A Sick Child brought into the Temple of Aesculapius            | 1877      | -                | Collection particulière                          |
|         | The Remorse of the Emperor Nero after the Murder of his Mother | 1878      | -                | Collection particulière                          |
|         | Dolce Far Niente                                               | 1879      | -                | Collection particulière                          |
|         | Dolce Far Niente                                               | 1880      | -                | -                                                |
|         | Diogène                                                        | 1882      | 208,5 x 134,5 cm | Galerie d'art de Nouvelle-Galles du Sud, Sydney  |
|         | Les favoris de l'empereur Honorius                             | 1883      | 119,5 x 205 cm   | Musée national d'Australie-Méridionale, Adélaïde |
|         | La Consultation de l'Oracle                                    | 1884      | 119,5 x 198 cm   | Tate Britain, Londres                            |
|         | Les Bons Voisins                                               | 1885      | -                | -                                                |
|         | Sainte Eulalie                                                 | 1885      | 188,5 x 117,5 cm | Tate Britain, Londres                            |
|         | Portrait of the Artist's Wife                                  | 1885      | -                | Sheffield City Art Galleries, Sheffield          |
|         | Le Cercle magique                                              | 1886      | 183 x 127 cm     | Tate Britain, Londres                            |
|         | Cléopâtre                                                      | 1888      | -                | Collection particulière                          |
|         | The Lady of Shalott                                            | 1888      | 153 x 200 cm     | Tate Britain, Londres                            |
|         | Ophelia                                                        | 1889      | -                | Collection particulière                          |
|         | Une offrande romaine                                           | 1890      | -                | -                                                |
|         | At Capri                                                       | 1890      | -                | -                                                |
|         | Ulysse et les Sirènes                                          | 1891      | 100,5 x 202 cm   | National Gallery of Victoria, Melbourne          |
|         | Circé offrant la coupe à Ulysse                                | 1891      | 149 × 92 cm      | Gallery Oldham, Oldham                           |
|         | Circe invidiosa                                                | 1892      | 180,5 x 87,5 cm  | Musée national d'Australie-Méridionale, Adélaïde |
|         | A Hamadryad                                                    | 1893      | -                | City of Plymouth Art Gallery, Plymouth           |
|         | Gathering Summer Flowers in a Devonshire Garden                | 1893      | -                | Collection particulière                          |
|         | Une naïade                                                     | 1893      | -                | Collection particulière                          |
|         | La Belle Dame sans Merci                                       | 1893      | -                | -                                                |
|         | Ophelia                                                        | 1894      | 124,4 x 73,6 cm  | Collection particulière                          |
|         | The Lady of Shalott Looking at Lancelot                        | 1894      | 142,2 x 86,3 cm  | Leeds Art Gallery, Leeds                         |
|         | Sainte Cécile                                                  | 1895      | 123 x 200,5 cm   | Collection particulière                          |
|         | Hylas et les Nymphes                                           | 1896      | 98 x 133 cm      | Manchester Art Gallery, Manchester               |
|         | Pandore                                                        | 1896      | 91 × 152 cm      | Collection particulière                          |
|         | Mariana in the South                                           | 1897      | 114 cm × 74 cm   | Collection particulière                          |
|         | Ariane                                                         | 1898      | -                | Collection particulière                          |
|         | Flore et les zéphyrs                                           | 1898      | -                | Collection particulière                          |
|         | Juliette                                                       | 1898      | -                | Collection particulière                          |
|         | Le Réveil d'Adonis                                             | 1900      | -                | Collection particulière                          |
|         | Spring (The Flower Picker)                                     | 1900      | -                | Collection particulière                          |
|         | Une sirène                                                     | 1900      | -                | Royal Academy, Londres                           |
|         | La Sirène                                                      | 1900      | 81 x 53 cm       | Collection particulière                          |
|         | Destiny                                                        | 1900      | 68,5 x 55 cm     | Towneley Hall Art Gallery, Burnley               |
|         | Nymphs Finding the Head of Orpheus                             | 1900      | -                | Collection particulière                          |
|         | The Lady Clare                                                 | 1900      | -                | Collection particulière                          |
|         | La Boule de Cristal                                            | 1902      | 120,7 × 97,7 cm  | Collection particulière                          |
|         | Le Missel                                                      | 1902      | -                | -                                                |
|         | Borée                                                          | 1903      | 94 x 69 cm       | Collection particulière                          |
|         | Écho et Narcisse                                               | 1903      | 109,2 x 189,2 cm | Walker Art Gallery, Liverpool                    |
|         | Windflowers                                                    | 1903      | -                | Collection particulière                          |
|         | Psyché ouvrant la boîte dorée                                  | 1903      | -                | Collection particulière                          |
|         | Psyche Opening the Door into Cupid's Garden                    | 1904      | -                | Harris Museum, Preston                           |
|         | Les Danaïdes                                                   | 1904      | -                | Collection particulière                          |
|         | Lamia                                                          | 1905      | 144,5 x 90 cm    | Collection particulière                          |
|         | Les Danaïdes                                                   | 1906      | -                | Aberdeen Art Gallery, Aberdeen                   |
|         | Jason et Médée                                                 | 1907      | 134 x 107 cm     | Collection particulière                          |
|         | Apollon et Daphné                                              | 1908      | -                | Collection particulière                          |
|         | Le Bouquet                                                     | 1908      | -                | Falmouth Art Gallery, Falmouth                   |
|         | L'Âme de la rose                                               | 1908      | -                | Collection particulière                          |
|         | Gather Ye Rosebuds While Ye May                                | 1908      | 61,6 x 41,7 cm   | Collection particulière                          |
|         | Gather Ye Rosebuds While Ye May                                | 1909      | 100 x 83 cm      | Fairlight Art, UK                                |
|         | Lamia                                                          | 1909      | -                | Collection particulière                          |
|         | Thisbé                                                         | 1909      | -                | Collection particulière                          |
|         | Ophelia                                                        | 1910      | -                | Collection particulière                          |
|         | Spring Spreads One Green Lap of Flowers                        | 1910      | -                | -                                                |
|         | The Rose Bower                                                 | 1910      | -                | Collection particulière                          |
|         | Miss Betty Pollock                                             | 1911      | -                | -                                                |
|         | The Charmer                                                    | 1911      | -                | -                                                |
|         | La Sorcière                                                    | 1911      | 76 × 110,5 cm    | Collection particulière                          |
|         | Circé                                                          | 1911      | -                | Collection particulière                          |
|         | Maidens picking Flowers by a Stream                            | 1911      | -                | Collection particulière                          |
|         | Mrs Charles Schreiber                                          | 1912      | -                | Collection particulière                          |
|         | Narcisse                                                       | 1912      | -                | Collection particulière                          |
|         | Pénélope et les Prétendants                                    | 1912      | -                | Aberdeen Art Gallery, Aberdeen                   |
|         | Sweet Summer                                                   | 1912      | -                | Collection particulière                          |
|         | A Song of Springtime                                           | 1913      | -                | Collection particulière                          |
|         | L'Annonciation                                                 | 1914      | -                | Collection particulière                          |
|         | The Mystic Wood                                                | 1914-1917 | -                | Queensland Art Gallery, Brisbane                 |
|         | Étude pour Dante et Mathilde                                   | 1915      | -                | Musée d'Art Dahesh, New-York                     |
|         | I Am Half-Sick of Shadows, Said the Lady of Shalott            | 1915      | -                | Musée des Beaux-Arts de l'Ontario, Toronto       |
|         | Gathering Almond Blossoms                                      | 1916      | -                | Collection particulière                          |
|         | Un conte du Décaméron                                          | 1916      | -                | Lady Lever Art Gallery, Liverpool                |
|         | Miranda - La Tempête                                           | 1916      | 100,4 x 137,8 cm | Collection particulière                          |
|         | Le Jardin enchanté                                             | 1916      | -                | Lady Lever Art Gallery, Liverpool                |
|         | Tristram and Isolde with the Potion                            | 1916      | -                | Collection particulière                          |
|         | Fair Rosamund                                                  | 1917      | -                | Collection particulière                          |